# Portanus cellus
Portanus cellus är en insektsart som beskrevs av Delong 1980. Portanus cellus ingår i släktet Portanus och familjen dvärgstritar. Inga underarter finns listade i Catalogue of Life.